# Ludwig Hamann (Jurist)
Ludwig Friedrich Hamann (* 12. Februar 1892 in Koblenz; † 17. Januar 1961 in Norden) war ein deutscher Jurist und Landrat sowie Regierungspräsident in Ostfriesland.

## Leben
Ludwig Hamann wurde als Sohn des Eisenbahnstationsassistenten Friedrich Hamann und dessen Ehefrau Pauline Marsula geboren und legte nach dem Studium der Rechtswissenschaften im Juli 1925 die Große juristische Staatsprüfung ab. Er kam als Regierungsassessor zum Landratsamt Ahrweiler und wurde 1927 zur Bezirksregierung Osnabrück versetzt. Politisch engagiert, wurde er Mitglied der Deutschen Demokratischen Partei. Im Juni 1929 zum Regierungsrat ernannt, wurde er mit der kommissarischen Verwaltung des Landratsamtes Zeven beauftragt und dort am 21. Oktober 1930 definitiv zum Landrat ernannt. Im September 1932 wurde ihm die kommissarische Verwaltung des Landratsamtes Schmalkalden übertragen. Die definitive Ernennung zum Landrat folgte am 23. Januar 1933.
Hamann trat zum 1. Mai 1933 in die NSDAP ein. Es kam zu Konflikten mit dem Thüringer NSDAP-Gauleiter Fritz Sauckel, die am 9. Juni 1934 zu seiner Versetzung in den einstweiligen Ruhestand und zur Ablehnung der Aufnahme in die Partei führten. Erst zum 1. Mai 1937 konnte er sich der NSDAP anschließen (Mitgliedsnummer 5.287.013). Fortan war er bis zum Kriegsende 1945 bei der Bezirksregierung Marienwerder beschäftigt und dort zuletzt Regierungsdirektor.
Nach dem Krieg war er von 1952 bis 1956 Regierungspräsident des Regierungsbezirks Ostfriesland.
1956 wurde ihm durch den Kommunalverband Ostfriesische Landschaft das Heimatrecht zuerkannt.